# Història del consum d'alcohol

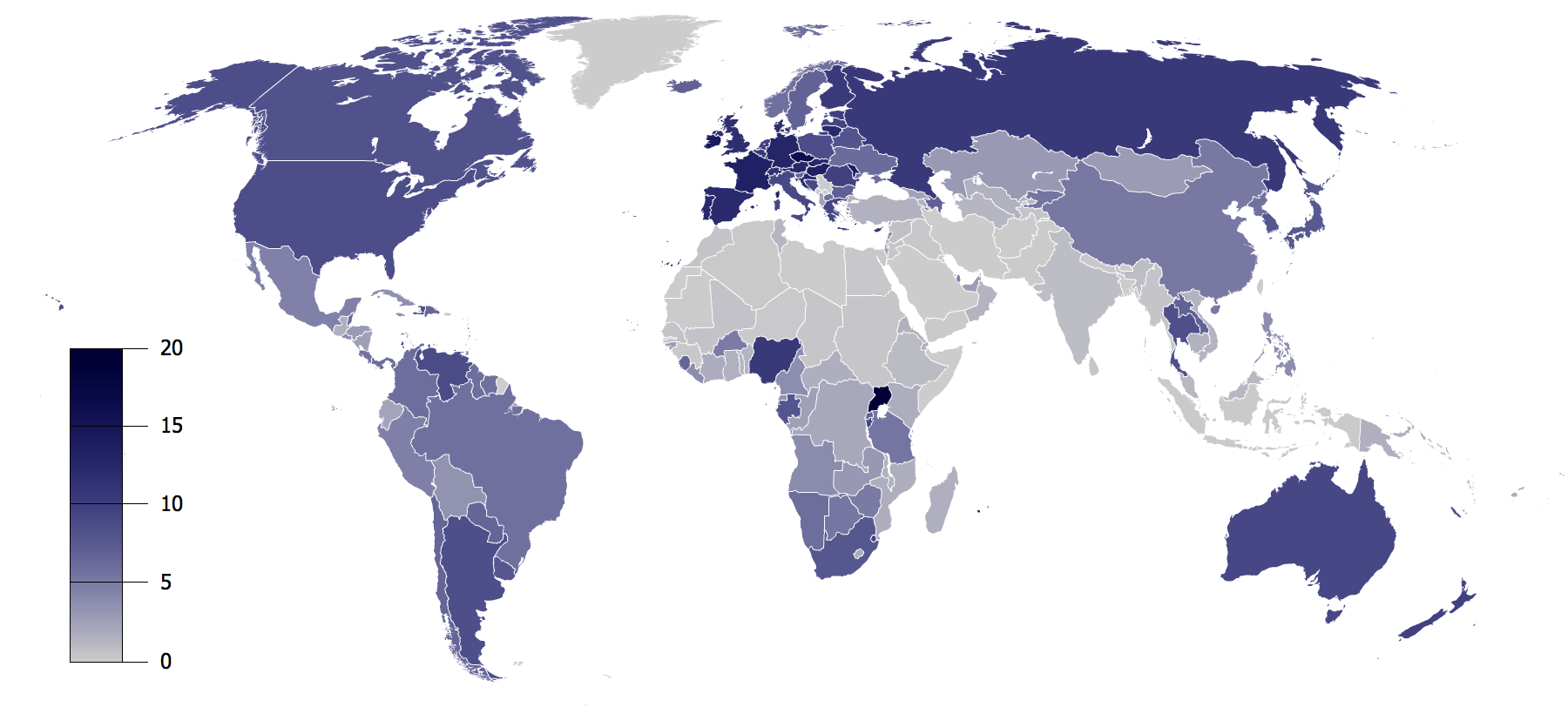
Consum d'alcohol pur per capita al món (15+) litres

La història del consum d'alcohol en begudes alcohòliques abasta moltes cultures del món.
Les restes arqueològiques permeten afirmar que com a mínim des de 10.000 aC ja existien begudes alcohòliques per fermentació intencionada. Fins i tot s'ha suggerit que la cervesa de cereals és més antiga que el pa.

## Babilònia
La cervesa era la beguda principal a Babilònia, i ja el 2700 aC adoraven una deessa del vi. Els babilonis utilitzaven regularment la cervesa i el vi com ofrenes als seus déus. Al voltant de 1750 aC el famós Codi de Hammurabi prestava atenció a l'alcohol. Tanmateix ni l'embriaguesa, ni per tant cap càstig contra ella, es mencionava però sembla que els babilonis eren crítics contra l'embriaguesa.

## Egipte
Les proves pictogràfiques del cultiu de la vinya apareixen ja al 4000 aC. Els egipcis feien fermentar dàtils per obtenir una beguda alcohòlica. El déu Osiris, que es creia que havia inventat la cervesa, no era un déu local sinó que era venerat a tot el país. La cervesa s'elaborava de forma casolana, n'hi havia de 17 tipus, i era de consum habitual. No consideraven l'embriaguesa un problema però sí la freqüentació de les tavernes on es bevia massa i hi havia prostitució.

## Xina
L'evidència més antiga de beguda alcohòlica a la Xina és en gerres de “vi” d'arròs, mel i fruites de 5000 aC.
Des del Paleolític a la Xina es van fer servir gran varietat de begudes alcohòliques. L'alcohol en xinès es diu “jiǔ” i era considerat una substància espiritual amb gran importància en la vida religiosa. Els xinesos antics ja havien gravat el consum de begudes alcohòliques amb impostos.

## Índia
A la civilització de la vall de l'Indus les begudes alcohòliques aparegueren al Calcolític (3000 aC - 2000 aC) Sura era el nom d'una beguda alcohòlica feta d'arròs, blat, sucre de canya, raïm i altres fruits popular entre els guerrers Kshatriya i els camperols.

## Grècia
Capa 2000 aC va arribar l'art de fer vi a la península grega fins aleshores la beguda més popular era l'hidromel, obtingut de fermentar mel i aigua. Cap a 1700 aC, el vi era la beguda més comuna i durant mil anys va ser incorporat als rituals religiosos, símbol d'hospitalitat i medicinal a més de servir-se en els àpats. Es bevia de moltes maneres: calent i fred, pur o barrejat amb aigua amb espècies o sense.
Els grecs no s'emborratxaven gaire però els macedonis com Alexandre Magne eren coneguts per anar gairebé sempre embriagats. En ocasió dels simposis la intenció era la d'acabar emborratxant-se.
En temps de Xenofont (431-351 aC) i Plató (429-347 aC) ells recomanaven la moderació en beure i criticaven l'embriaguesa que ja sembla doncs que era un problema. Hipòcrates (460-370 aC) va identificar nombroses propietats medicinals en el vi. Més tard Aristòtil (384-322 aC) i Zenó de Cítion (336-264 aC) van ser crítics amb l'embriaguesa.

## Roma

Expansió de l'Imperi romà

Els romans van estendre i millorar el conreu de la vinya i feren del vi objecte d'un gran comerç fins i tot en zones que no estaven encara sota l'Imperi romà. Van democratitzar el consum del vi fent-lo assequible des de l'esclau al patrici.

## Amèrica precolombina
La majoria dels pobles indígenes d'Amèrica del nord no coneixien les begudes alcohòliques fins que van arribar els colonitzadors. Només els pobles indígenes del sud-oest de l'actual Estats Units i Mèxic consumien alcohol. L'estereotip de l'indi borratxo il·lustra com van patir els efectes de l'alcohol.
A Amèrica Central i del sud nombrosos pobles indígenes utilitzaven begudes alcohòliques fermentades obtingudes sovint de plantes crasses locals per exemple des d'un cactus com el saguaro a pites del gènere Agave. Algunes d'aquestes begudes encara es produeixen: pulque, chicha, etc.

## Àfrica subsahariana
S'han obtingut tradicionalment begudes alcohòliques amb la fermentació de sorgo, mill, i en temps moderns de panís o cassava.

## Període medieval

Esquema d'alambí

Sembla que els alquimistes grecs ja coneixien el sistema de destil·lació d'alcohol. El sistema es va perdre fins que al segle xii l‘escola de Salerno el recuperà.
Els licors s'anomenaven “aigua de vida” i aquest terme és l'origen del noms gaèlics whisky, francesos eaux-de-vie i possiblement del vodka. També l'escandinau akvavit prové del llatí aqua vitae.

## Era moderna
De 1500 a 1800 tant la religió protestant i catòlica predicaven que l'alcohol era un regal de Déu i que havia de ser pres amb moderació, veient l'embriaguesa com un pecat.
El consum d'alcohol en aquesta època era molt alt, per exemple a Valladolid 100 litres per persona i any, els pagesos polonesos consumien tres litres de cervesa per persona i dia, a Suècia el consum de cervesa era 40 vegades més gran de l'actual. Tanmateix sembla que la cervesa d'aquella època era molt fluixa amb només un 1% d'alcohol en comptes dels 3-7% de les actuals. Beure cervesa en aquella època era més segur sanitàriament que beure aigua corrent que sovint estava contaminada.
A Irlanda (1405) i Escòcia ja hi ha documentades destil·leries de Whisky des del segle xv.
La ginebra obtinguda utilitzant els fruits del ginebre va ser molt popular al segle xviii al Regne Unit coincidint en la seva ocupació de Menorca. Però en el mateix segle va entrar en declivi coincidint amb la producció de cerveses de preu baix i menys gravades per impostos.
Al segle xix l'embriaguesa va passar a ser molt mal vista coincidint amb la Revolució industrial i la necessitat de treballadors ben sobris.